# Link Stack
Der Link Stack (englisch für Verbindungsstapel, in Argentinien Islote Link) ist eine Felssäule am nordwestlichen Ende der Chavez-Insel vor der Graham-Küste des Grahamlands auf der Antarktischen Halbinsel.
Teilnehmer der British Graham Land Expedition (1934–1937) unter der Leitung des australischen Polarforschers John Rymill kartierten sie. Das UK Antarctic Place-Names Committee benannte sie im Jahr 1959. Namensgebend war der Umstand, dass hier die zwischen 1957 und 1958 durchgeführten Vermessungsarbeiten der hydrographischen Vermessungsheinheit der Royal Navy an diejenigen des Falkland Islands Dependencies Survey aus dem antarktischen Winter 1957 anschlossen.